# Green Alliance
Green Alliance (česky Zelená Alliance) je charitativní a nezávislá expertní skupina zaměřená na dosažení ambiciózního vedení pro životní prostředí.

## O společnosti
Společnost Green Alliance byla založena v roce 1979 a spolupracuje s vlivnými představiteli nevládních organizací, podniků a politických komunit. Jeho práce si klade za cíl vytvořit nové myšlení a dialog a ve Velké Británii zvýšila politická opatření a podporu pro řešení v oblasti životního prostředí.
Organizace má tři hlavní témata, na kterých provádí analýzu a vydává politická doporučení. Jedná se o: přírodní prostředí, nízkouhlíkovou energii a správu zdrojů. Mnoho projektů Green Alliance zahrnuje spolupráci s partnerskými podniky a nevládními organizacemi.
Pozoruhodné osoby zapojené do Green Alliance v prvních letech patří Maurice Ash, Tim Beaumont a Tom Burke.
Personál Green Alliance sídlí v centru Londýna. Má různorodou základnu podpory, včetně individuálního členství přibližně 400 předních odborníků na životní prostředí a mnoha partnerství s předními podniky a nevládními organizacemi. Green Alliance je platformou pro nahlédnutí a komentáře jak zaměstnanců, tak externích tvůrců názorů na politiku a politiku životního prostředí ve Spojeném království.
To bylo vysoce oceněno v kategorii Zelená a Eco společnosti na UK Blog Awards 2017 a finalista ve stejné kategorii v roce 2016. V roce 2009 získala Green Alliance ocenění Think Tank of the Year v soutěži Public Affairs News Awards. V roce 2016 získala ocenění Nejlepší environmentální kampaň nevládní organizace na Politických cenách Green Ribbon za její práci při zajišťování klimatické dohody stranických vůdců a ocenění High Commended za nevládní organizaci roku v soutěži Business Green Leaders Awards 2016.